# しし座流星群

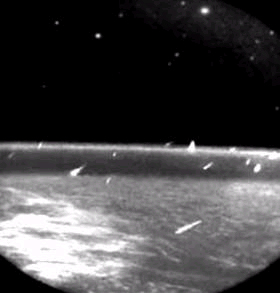
1997年に宇宙から撮影されたしし座流星群の出現

しし座流星群（ししざりゅうせいぐん、Leonids）は、しし座に放射点を持つ流星群である。レオニズ（The Leonids）、レオニード（Les Léonides）などと呼ばれることもある。毎年11月14日頃から11月24日頃まで出現が見られ、11月17日頃に極大を迎える。母天体（母彗星）はテンペル・タットル彗星 (55P/Tempel-Tuttle) である。普通の年には極大時に1時間あたり数個の流星が観測できるが、過去に何度も大出現が見られた。流星天文学の発展にも重要な役割を果たしてきた流星群である。

## 特徴
しし座流星群の放射点は赤経10時12分、赤緯+22度にあり、しし座γ星の付近にある。そのため、しし座γ流星群と呼ばれることもある。活動期間は一般に11月14日から11月24日までだが、11月上旬から活動が見られることがある。極大は11月17日頃（太陽黄経235度前後）になることが多いが、数日ずれることもある。
母天体であるテンペル・タットル彗星は軌道傾斜角が162度もあるため、しし座流星群の元になる塵は地球と正面衝突するのに近い形で地球の大気に突入してくる。その結果、地球の公転速度が加わり、流星の対地速度は秒速71kmにも達する。これは全ての流星群の中で最高の速度である。しし座流星群の流星もそれに伴い高速で流れる。
しし座流星群は、放射点が地平線上に昇ってくる深夜11時頃から徐々に出現を始める。放射点の高度が低い時間帯は流星物質が大気層にほぼ水平に突入するため、長い軌跡を描いて比較的長い時間（数秒間程度）飛ぶ様子を見ることができる。流星痕と呼ばれる煙の様な痕跡を短時間残すこともある。
深夜2時頃には放射点の高度が上がり、短時間で濃い大気層に流星が飛び込むため、一瞬で消え去るが、濃い大気との衝突により光度が増す。このため、火球と呼ばれる明るい流星を時々見ることができる。

## 出現数の変化
しし座流星群の母天体であるテンペル・タットル彗星は33年周期で太陽の近くに回帰してくる。その前後数年は、しし座流星群の出現数も大きく増大する。これは、テンペル・タットル彗星の軌道上のうち、彗星本体に比較的近いところに塵が特に多く存在しているからである。彗星が太陽から遠くにある年は、極大時でも1時間あたり数個程度の出現しか見られないことが多いが、彗星が回帰するころには、最大で1時間に数千個から数十万個もの猛烈な「流星雨」や「流星嵐」と呼ばれるほどの出現を見せることがある。ただし、必ずしも彗星が太陽に最接近した年に最大の出現が見られるとは限らず、数年程度ずれることもある。例えば、テンペル・タットル彗星の1999年の回帰の前後には、1999年だけでなく1998年、2001年、2002年にも比較的活発な出現が観測されている。また、回帰前後にも大出現が見られないこともあった。しかし、1時間に数千個もの大出現を過去に何度も繰り返し見せた流星群はしし座流星群だけであり、過去の大出現の上位もしし座流星群が多くを占めている。

## 大出現の予測
彗星から放出された塵は、何回も公転したり他の惑星の重力の影響を受けたりしているうちに次第に拡散していくが、しし座流星群の塵はあまり拡散が進んでおらず、彗星の軌道を中心にした管状の範囲に塵が集中している。これはダストトレイルまたはダストチューブと呼ばれる。このダストトレイルの位置を放出された年ごとに計算することで、イギリスのデイヴィッド・アッシャーらは、流星群が大出現する時刻と規模を正確に予測することに初めて成功した。アッシャーはダストトレイルが受ける惑星の重力の影響や、塵が受ける光圧（太陽光から受ける圧力）も考慮して1998年以降のしし座流星群の出現について予測を行い、極めて高い精度で極大時刻を的中させた。特に、東アジアで2001年に見られた大出現では、最大出現時刻の誤差はわずか5分程度にとどまり、それまで24時間以上外れることも珍しくなかった流星群の極大時刻予報に大きな変革をもたらした。

## 出現の歴史
しし座流星群の出現に関する最古の記録は902年のもので、スペインなどに記録が残っている。その後も中国や日本、ヨーロッパなどで繰り返し記録されている。1698年、1799年、1833年、1866年、1966年、1999年、2001年に大出現があった。これらの大出現は流星天文学の発展にも大きな役割を果たしている。極大を迎える時期は70年に1日程度の割合でゆっくりと遅くなっていて、10世紀には11月初頭、15世紀には7日から10日頃、20世紀初頭には15日頃、そして21世紀初頭現在では17日から19日ごろとなっている。

### 1799年
1799年11月11日から11月12日にかけての大出現は、ドイツのアレクサンダー・フォン・フンボルトによって観測されていた。フンボルトはベネズエラのクマーナという町で、友人のフランス人探検家エメ・ボンプランとともに11月12日の早朝に偶然にしし座流星群を目撃し、詳細な記録を残した。1時間あたり100万個の流星が見られたと言われている。フンボルトは「全天が流星で埋め尽くされ、月の直径の3倍以上の流星がない隙間はどこにもなかった」と記している。ヨーロッパでも観測された。

### 1833年

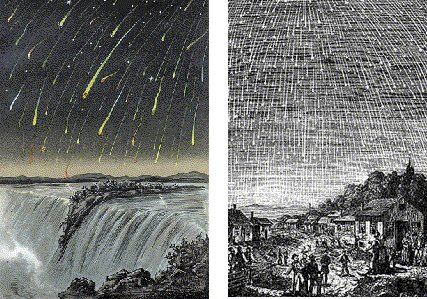
1833年（右）と1866年（左）のしし座流星群の大出現の様子を描いた絵画

1833年には11月12日から11月13日にかけて北アメリカを中心に大出現が見られた。最大で1時間あたり5万個の「雨のような」大出現が見られたと伝えられている。アメリカ東部では好天に恵まれたこともあり11月13日早朝に多くの人々がこの大出現を目撃した。目撃者は大変な驚きと恐怖を覚え、「この世の終わりだ」「世界が火事だ」と泣き叫ぶ人々もいたという。寝ている人も外が流星で明るいので目覚めるほどだったとも言われる。この出現の様子を描いた版画（右）は非常に有名である。この大出現では初めて科学的な観測も行われ、特にイェール大学のデニソン・オルムステッドはこの出現を詳しく研究し、流星がしし座の1点から放射状に飛び出してくること、その点は恒星に対して不動だったことを明らかにした。オルムステッドはここから、流星は平行に運動していて放射状に流れるように見えるのはその投影であること、流星は大気現象ではなく宇宙空間を起源にすることを明らかにし、流星天文学を確立した。またこのとき、大出現は33年周期ではないかとの仮説が立てられた。

### 1866年
1866年には、北アメリカとヨーロッパを中心に大規模な出現が見られた。規模は1799年と1833年よりは小さかったものの、ヨーロッパで1時間あたり2000個、北アメリカで1時間あたり6000個の流星が見られ、33年の周期性が証明されることとなった。この前年の1865年にテンペル・タットル彗星が発見され、その軌道がしし座流星群とほとんど一致した。さらに彗星の公転周期は33年で、大出現が見られた年と彗星が回帰する年が一致したことから、流星の起源は彗星であることが明らかになった。

### 1966年
1966年にはアメリカのアリゾナ州キットピーク国立天文台で、最大で1秒間に40個（1時間あたり約15万個）もの猛烈な出現が観測されている。ただしこの時大出現が見られたのはアメリカでは狭い地域にとどまり、1000kmほど離れた地域では目立った出現が見られなかった。しかしロシアの北極圏地域でも1時間あたり2万個の大出現が報告されている。アリゾナでは1時間あたり1000個以上の出現が見られた時間は40分程度だった。アメリカ中西部では当日は天候が悪く、また、1900年、1933年の前後に大出現が見られなかったことから大出現の期待がほとんどされなかったため、目撃者はかなり少なかった。

### 2001年

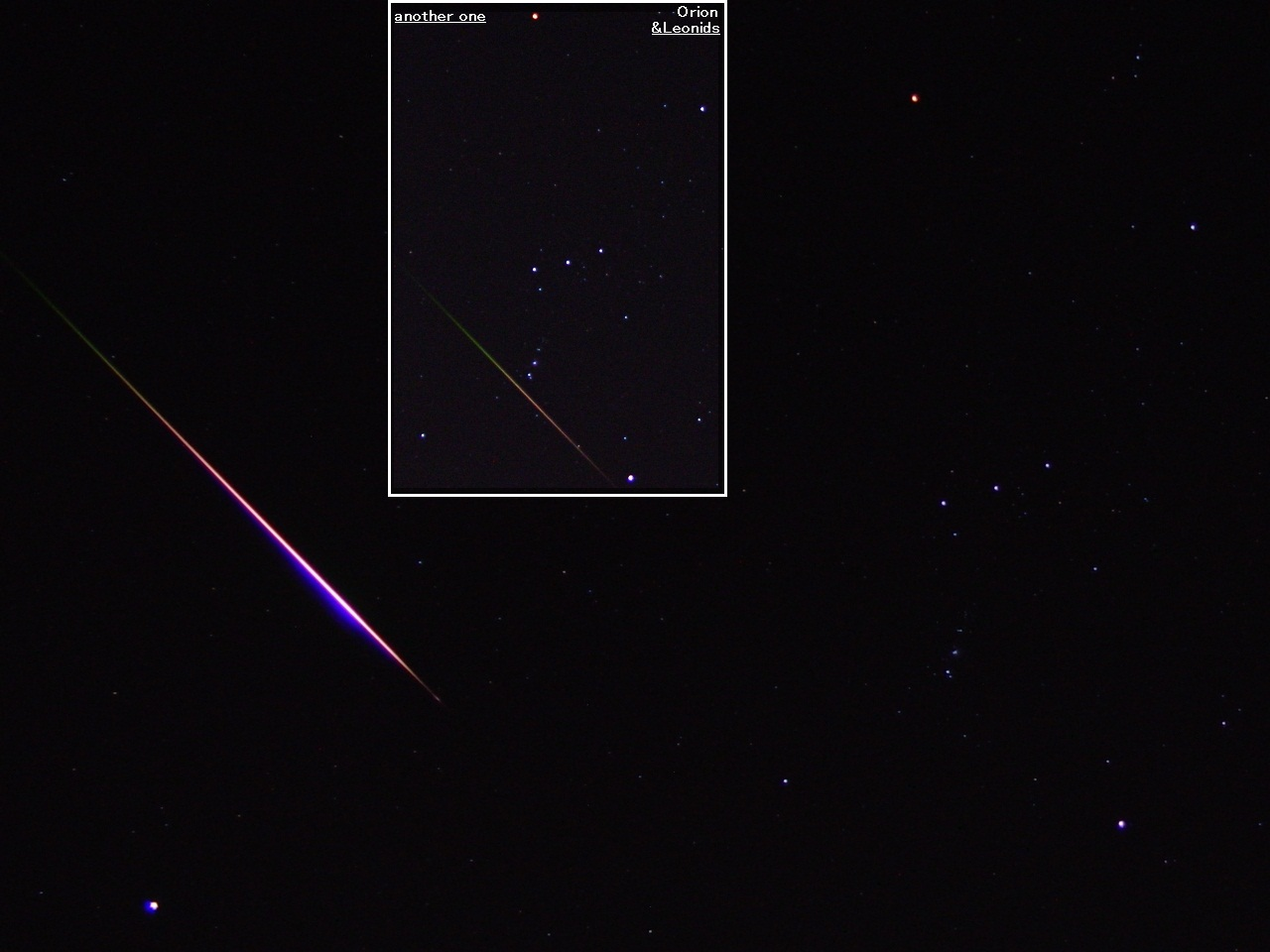
2001年11月19日2時52分・オリオン座と流星・（日本愛知県）

2001年11月18日から11月19日未明にかけての大出現は北アメリカと東アジア地域で条件が良く、特に日本では大部分の場所で好天に恵まれ、全国的に1時間あたり数百から数千個もの流星雨を観測することができた。北アメリカやハワイでは1767年に放出されたダストトレイルによる活発な出現が日本に数時間先行して見られた。アッシャーらは東アジア地域で1699年と1866年のダストトレイルによる極大がそれぞれ午前2時31分と午前3時19分（いずれも日本時間）にあり、特に3時19分頃には日本で大出現が見られると予測した。アッシャーらはその前数年の大出現を的中させていたため期待が高く、多くの人が大出現を目撃した。実際の極大時刻は3時20分前後とほぼ完璧に予測どおりで、極大時には1時間あたり3000個から4000個の流星が見られた。事前の予測よりも流星が多く出現する時間が長く、日本時間で午前1時から夜明け頃まで5時間近くにわたって、1時間あたり1000個以上の出現が見られた。